# Ministerio Noruego de Infancia y Familia
El Real Ministerio Noruego de Infancia y Familia (del noruego: Barne- og familiedepartementet) es un ministerio noruego establecido en 1956 como el Ministerio de Familia y Asuntos del Consumidor, con su actual cartera a partir de 2005. Este ministerio es responsable por los derechos de los consumidores, los intereses de la población infantil y los jóvenes, la seguridad económica y social de la familia. Éste entrega tres subvenciones: el «permiso a los padres» (licencia por maternidad, paternidad y adopción), subvención para infantes y una subvención en efectivo para padres y madres de infantes que no usan el jardín de niños (kindergarten). Desde el 2019 el departamento está dirigido por Kjell Ingolf Ropstad del (KrF).

## Personal político
- Ministro - Kjell Ingolf Ropstad (Partido Demócrata Cristiano).[3]